# Condado de Annapolis
O Condado de Annapolis é um dos 18 condados da província canadense de Nova Escócia. Está localizado na Baía de Fundy e sua sede é a cidade de Annapolis Royal. A população no censo de 2016 era de 20.591 habitantes e a área era de 3.184,97 quilômetros quadrados.